# Chékéba Hachemi
Pour les articles homonymes, voir Hachemi.
Chékéba Hachemi (en dari : شکیبا هاشمي) est la première femme afghane à avoir été diplomate, auprès du gouvernement provisoire afghan en 2001. Elle a été nommée première secrétaire de l'ambassade d’Afghanistan auprès de la Communauté européenne en janvier 2002. Présidente et fondatrice de l'association Afghanistan Libre, elle a notamment travaillé au côté du commandant Massoud pour favoriser l'éducation des filles et l'émancipation des femmes en Afghanistan.

## Biographie
Née en 1974 à Kaboul, Chékéba Hachemi est arrivée en France à l'âge de 11 ans, séparée de sa mère ; elle a franchi seule avec un passeur la montagne qui sépare l’Afghanistan du Pakistan après avoir fui son pays pendant l'invasion soviétique. Avec son diplôme en poche de l'École de commerce (ESA), elle devient responsable export d'une multinationale à l'âge de 23 ans.
En 1996, elle crée l'ONG Afghanistan Libre, dont l'objectif prioritaire est de faciliter l'accès à l'éducation, à la santé et à la formation professionnelle au plus grand nombre de filles et de femmes en Afghanistan.
Chékéba Hachemi s'est consacrée à la défense et au renforcement des droits du peuple afghan. Elle croit fermement qu'il est essentiel pour le développement d'une société de donner une voix aux femmes.

## Association

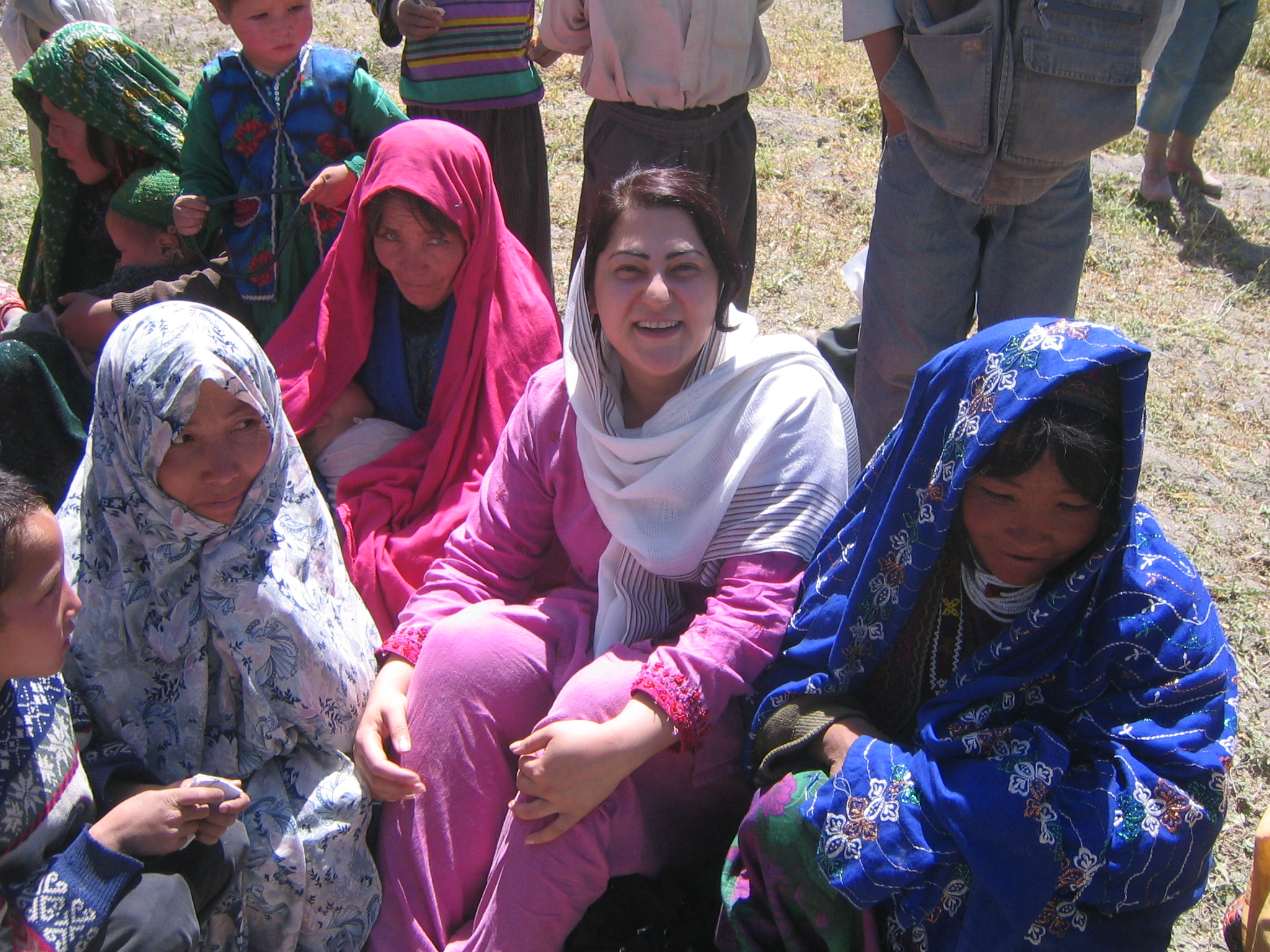
Chékéba Hachemi et des femmes à Bamiyan, en 2006.

Les premières années de son ONG Afghanistan Libre ont été consacrées en France à informer et sensibiliser aux conditions de vie des femmes afghanes sous le régime taliban. En Europe et aux États-Unis, Chékéba Hachemi mène de nombreuses actions pour l'Afghanistan : campagnes de presse, lobbying auprès d'entreprises, de personnalités et d'institutions politiques (groupe de travail avec Kofi Annan, alors secrétaire général de l'ONU ; elle est invitée d'honneur à l'Organisation internationale du travail, à la journée des femmes à Genève et au Haut-Commissariat aux Réfugiés).
En 2001, dans le fief de la rébellion contre les talibans, dans la province du Pandjchir, Chékéba Hachemi fait la rencontre d’une réfugiée qui ne lui demande pas de la nourriture ni un abri mais de créer une école pour ses enfants. Marquée par cette femme et après une rencontre avec le commandant Massoud, elle décide de construire la première école pour filles d'Afghanistan Libre : le lycée Malalai. En avril 2002, avec Marie-Françoise Colombani et le magazine Elle, Chékéba Hachemi crée le magazine ROZ, le premier magazine pour les femmes afghanes réalisé par des femmes afghanes. En 2003, après avoir rencontré une femme qui se croyait enceinte alors qu'elle était en fait ménopausée, elle décide de passer à l'action en matière d'éducation à la santé de base des femmes. Elle crée ainsi des Centres d'éducation à la santé (qui comprennent une formation à l’hygiène de base, des cours d'alphabétisation et des séances de soutien psychosocial) pour les femmes. Depuis, l'association a ouvert ou permis la réouverture de 14 écoles publiques, 4 Centres d'éducation à la santé, 5 crèches scolaires (une innovation en Afghanistan, où il n'existe pas de structures pour les enfants de moins de 6 ans) et 4 bibliothèques dans la province du Pandjchir et dans le district de Paghman (province de Kaboul). Depuis 1996, ce sont près de 300 000 filles et femmes qui ont bénéficié des actions d’Afghanistan Libre.

## Carrière
Après la chute des talibans, Chékéba Hachemi devient la première femme diplomate afghane, en poste auprès de l'Union européenne de 2002 à 2005. En juin 2005, elle devient conseillère chargée des projets prioritaires nationaux à Kaboul auprès du premier vice-président d'Afghanistan. Elle travaille ainsi à la réalisation des Objectifs du millénaire pour le développement et suit l'avancement des grands projets de développement en relation avec les organisations internationales (Banque mondiale, Nations unies et Union européenne). En mars 2007, en raison d'une augmentation des menaces de mort à son encontre, elle est contrainte de changer de poste et devient ministre-conseillère de l'ambassade d'Afghanistan en France. Témoin de la corruption quotidienne, elle dénonce ces actes en interne, mais finit par donner sa démission au président Karzaï en dénonçant la corruption du régime en 2009.
Début 2009, avec la journaliste Marie-Françoise Colombani, Chékéba Hachemi crée l'agence de conseil EpOke, spécialisée dans l'étude, la conception et la réalisation de projets sociétaux pour les acteurs publics et privés. En collaboration avec le magazine Elle, EpOke a publié annuellement en 2012, 2013, 2014 l'ouvrage Le Guide des Expertes (éditions Anne Carrière) qui rassemble 500 noms de femmes expertes susceptibles d'intervenir dans les médias. Afin de renforcer la place des femmes dans la société et de leur donner plus de voix, ce guide a été envoyé aux rédactions de journaux et aux programmateurs des chaînes n'invitant que des hommes en général. En 2015, sous l’impulsion du groupe Egaé, et en partenariat avec Radio France et France Télévisions, Le Guide des expertes est devenu numérique sur expertes.fr.
Chékéba Hachemi dirige actuellement le cabinet de conseil CH Consulting, spécialisé dans l'étude et la conception de projets de société concernant la place des femmes dans les entreprises. Depuis 2018, en tant que conseillère stratégie de la grande-duchesse de Luxembourg María Teresa Mestre, elle participe à l'organisation d'une conférence internationale « Stand, Speak, Rise Up » afin de mettre fin aux violences sexuelles dans les zones sensibles. Ce forum s'est tenu au Luxembourg en mars 2019, en partenariat avec la Fondation du Grand-Duc et de la Grande-Duchesse, l'ONG« We are not weapons of war » et la fondation du docteur Denis Mukwege. Depuis, c'est devenu une association, dont Chékéba Hachemi est la trésorière. Elle milite pour mettre fin aux violences sexuelles en zones de conflit et contre le viol comme arme de guerre.
En 2021, elle fait partie du conseil d'administration du Groupe SOS. Elle est aussi membre du conseil d'administration de YCroire & Agir, fondation initiée par Pierre Gattaz pour la promotion de l'entrepreneuriat dans les bassins d'emploi. Elle est également membre fondatrice de Stand Speak Rise Up! avec la Grande-Duchesse de Luxembourg, dont elle est conseillère depuis 2017, et Stéphane Bern, pour en finir avec le viol comme arme de guerre et contre toutes les violences sexuelles. Elle est enfin membre du conseil d'administration de la Fondation ENGIE.

## Distinctions
Au cours de sa carrière, Chékéba Hachemi a reçu de nombreux prix pour son action en faveur des femmes et des droits de l'Homme :
- « Femme en or » 2001[5]
- Prix Vérité, prix spécial du jury en 2005 pour Pour l'Amour de Massoud[16]
- « Prix Femmes pour l'éducation », Forum économique des femmes 2008
- Trofémina, Prix humanitaire en 2012[17]
- Prix des droits de l'Homme de la République française en 2012[18]
- Chevalier de l'ordre national du Mérite en 2013[19]
- Médaille d'or au forum des droits de l'Homme « Crans Montana » en octobre 2014[20]
- RAJA Women's Award catégorie « Education & Action sociale », 2016[21]
- « The Positive Empowerment Award », Fondation Positive Planet J. Attali, 2017[22]
- Prix international « Femmes, numérique et entrepreneuriat », Fondation La France s'engage, 2019[23]

## Publications

### Papier
- Chékéba Hachemi, L’Insolente de Kaboul, Éditions Anne Carrière, novembre 2011.
- Latifa, Chékéba Hachemi,Visage volé, avoir 20 ans à Kaboul, Éditions Anne Carrière, 2001.
- Sediqa Massoud, Marie-Françoise Colombani et Chékéba Hachemi, Pour l'Amour de Massoud, Éditions XO, 2005.
- Chékéba Hachemi, Marie-Françoise Colombani, Guide des expertes, Éditions Anne Carrière, mars 2012, 2013, 2014.

### Livre audio
- Chékéba Hachemi, L'Insolente de Kaboul, lu par l'autrice avec Mariame Haami, 4h48 (CD MP3 et numérique), « La Bibliothèque des voix », des femmes-Antoinette Fouque, Paris, 2022[24].  (EAN 3328140025149 et 3328140025156)